# 棕头绿拟啄木鸟
，是䴕形目须䴕科拟啄木属的其中一种，于1788年由约翰·弗里德里希·格梅林描述，被IUCN列为无危物种。该物种广泛分布于印度和斯里兰卡。种名zeylanica意为斯里兰卡的。

## 特征
棕头绿拟啄木鸟体重约119克，翼长约108.8毫米，嘴峰长约32.7毫米，喙宽度约12.2毫米，喙厚度约14.5毫米，跗蹠长约28.5毫米，尾长约65毫米。棕头绿拟啄木鸟在其分布区内为留鸟，其栖息在密集的高大树木组成的森林中，食性为草食性，主要食物来源是水果。

## 亚种
- ：分布于印度中西部和西南部（马哈拉施特拉邦、果阿和卡纳塔克邦）。
- ：分布于尼泊尔西南部和印度北部。
- ：分布于南印度（喀拉拉邦和南泰米尔南都）和斯里兰卡。[5]